# Quận Adams, North Dakota
Quận Adams là một quận nằm ở tiểu bang North Dakota. Tại thời điểm năm 2000, quận này có dân số 2.593 người, quậnd dược đặt tên theo John Quincy Adams (1848-1919), một quan chức đường sắt của Milwaukee Road Railroad và bà con xa với cựu tổng thống Hoa Kỳ John Quincy Adams (1767-1848). Quận lỵ là Hettinger.6

## Địa lý
Theo Cục điều tra dân số Hoa Kỳ, quận có tổng diện tích 989 dặm Anh vuông (2.561 km²), trong đó, 988 dặm Anh vuông (2.559 km²) là diện tích đất và 1 dặm Anh vuông (2 km²) trong tổng diện tích (0,09%) là diện tích mặt nước.

### Các quận giáp ranh
- Quận Hettinger (phía bắc)
- Quận Grant (đông bắc)
- Quận Sioux (đông)
- Quận Perkins, South Dakota (nam)
- Quận Harding, South Dakota (tây nam)
- Quận Bowman (tây)
- Quận Slope (tây bắc)

### Các xa lộ chính
- U.S. Highway 12
- North Dakota Highway 8
- North Dakota Highway 22

## Thông tin nhân khẩu
Theo cuộc điều tra dân số2 tiến hành năm 2000, quận này có dân số 2.593 người, 1.121 hộ, và 725 gia đình sinh sống trong quận này. Mật độ dân số là 2,6 người trên mỗi dặm Anh vuông (1.0/km²). Đã có 1,416 đơn vị nhà ở với một mật độ bình quân là 1,4 trên mỗi dặm Anh vuông (0,6/km²). Cơ cấu chủng tộc của dân cư sinh sống tại quận này gồm 98,50% người da trắng, 0,54% người da đen hoặc người Mỹ gốc Phi, 0,31% người thổ dân châu Mỹ, 0,15% người gốc châu Á, 0,04% người các đảo Thái Bình Dương, 0,12% từ các chủng tộc khác, và 0,35% từ hai hay nhiều chủng tộc. 0,27% dân số là người Hispanic hoặc người Latin thuộc bất cứ chủng tộc nào. 40,6% là gốc Đức, 27,9% người Na Uy và 5,6% English theo kết quả điều tra dân số năm 2000.
Có 1,121 hộ trong đó có 26,6% có con cái dưới tuổi 18 sống chung với họ, 56,6% là những cặp kết hôn sinh sống với nhau, 5,5% có một chủ hộ là nữ không có chồng sống cùng, và 35,3% là không gia đình. 32,6% trong tất cả các hộ gồm các cá nhân và 17,9% có người sinh sống một mình và có độ tuổi 65 tuổi hay già hơn. Quy mô trung bình của hộ là 2,24 còn quy mô trung bình của gia đình là 2,85,
Phân bố độ tuổi của cư dân sinh sống trong huyện là 23,2% dưới độ tuổi 18, 4,1% từ 18 đến 24, 21,7% từ 25 đến 44, 27,0% từ 45 đến 64, và 24,1% người có độ tuổi 65 tuổi hay già hơn. Độ tuổi trung bình là 46 tuổi. Cứ mỗi 100 nữ giới thì có 91,5 nam giới. Cứ mỗi 100 nữ giới có độ tuổi 18 và lớn hơn thì, có 90,6 nam giới.
Thu nhập bình quân của một hộ ở quận này là 29.079 USD, và thu nhập bình quân của một gia đình ở quận này là 34.306 USD, Nam giới có thu nhập bình quân 23.073 USd so với mức thu nhập 18.714 USD đối với nữ giới. Thu nhập bình quân đầu người của quận là 18.425 USD, Khoảng 8,5% gia đình và 10,4% dân số sống dưới ngưỡng nghèo, bao gồm 11,1% những người có độ tuổi 18 và 11,1% là những người 65 tuổi hoặc già hơn.

## Các đơn vị dân cư

### Các thành phố
- Bucyrus
- Haynes
- Hettinger
- Reeder

### Các cộng đồng không hợp nhất
- Petrel
- North Lemmon